# Sadky (obwód kirowohradzki)
Sadky (ukr. Садки) – wieś na Ukrainie, w obwodzie kirowohradzkim, w rejonie kropywnyckim, w hromadzie Ustyniwka. W 2001 liczyła 414 mieszkańców.